# Strzeliska Nowe
Strzeliska Nowe (ukr. Нові Стрілища, Nowi Striłyszcza) – osiedle typu miejskiego w rejonie lwowskim (do 2020 roku w rejonie żydaczowskim) obwodu lwowskiego. Przez Strzeliska Nowe przebiega ukraińska droga krajowa N09.

## Historia
Strzeliska Nowe zostały założone w 1513.
Miasto Strzeliska położone było w ziemi lwowskiej, należało do dóbr strzeliskich Jabłonowskich w 1779 roku.
W II Rzeczypospolitej wieś położona Nowe w powiecie bóbreckim województwa lwowskiego. Była siedzibą gminy wiejskiej Strzeliska Nowe. 1931 r. liczyła 1913 mieszkańców. Do wsi należało osiedle Mełna założone w 1922 r. W czasie napadów Ukraińskiej Powstańczej Armii w lutym i kwietniu 1944 r. zamordowano tutaj 110 Polaków. W latach 1940–1941 i 1944–1959 siedziba rejonu nowostrzeliskiego.
W 1938 wybudowano kościół.